# Radek Jurnečka
Radek Jurnečka (* 28. ledna 1972, Boskovice) je římskokatolický kněz a od roku 2024 generální vikář litoměřické diecéze. Do roku 2024 působil jako arciděkan v Liberci.

## Život
Své dětství prožil v Letovicích. Protože kvůli své víře nedostal doporučení ke studiu na střední škole, vyučil se elektrikářem. Teprve v roce 1990 začal studium na Biskupském gymnáziu v Brně, které ukončil maturitou v roce 1992. Po roce stráveném v teologickém konviktu v Litoměřicích vystudoval v letech 1993 až 1998 Cyrilometodějskou teologickou fakultu Univerzity Palackého v Olomouci. Poté působil ve farnosti Přepeře u Turnova, a to nejprve tři a půl roku jako pastorační asistent, následně půl roku jako jáhen, a poté, co byl 29. června 2002 vysvěcen biskupem Kouklem v litoměřické katedrále na kněze, od 1. července 2002 jako administrátor farnosti. K témuž dni byl rovněž ustanoven farním vikářem v Turnově. Svou primici sloužil 5. července 2002 v kostele sv. Prokopa v Letovicích, děkovnou mši 14. července 2002 v kostele sv. Jakuba v Přepeřích.
Od 1. července 2003 mu byly jako administrátorovi excurrendo svěřeny také farnosti Kněžmost a Boseň a po úmrtí Rudolfa Prchala rovněž farnosti Loukov, Loukovec, Březina a Všeň (od května 2004). Od 1. července 2004 se stal vedoucím Diecézního katechetického centra litoměřické diecéze a od 1. srpna téhož roku také administrátorem děkanství Mnichovo Hradiště, kam se odstěhoval, a duchovní správu farnosti Přepeře tedy začal vykonávat jako administrátor excurrendo. K 1. červenci 2010 byl zproštěn ustanovení do funkcí v Mnichově Hradišti a okolních farnostech a jmenován arciděkanem v Liberci, kam se má na základě rozhodnutí biskupa Baxanta přestěhovat z Litoměřic také Jurnečkou vedené Diecézní katechetické centrum. K témuž dni se stal A.R.D. Jurnečka současně administrátorem excurrendo v Kryštofově Údolí a Stráži nad Nisou a administrátorem excurrendo in spiritualibus v Křižanech.
V roce 2024 jej Mons. Přibyl jmenoval generálním vikářem litoměřické diecéze.
V roce 2024 se stal administrátorem poutního místa Horní Police.